# Щиголь (картина)
«Щиголь» (нід. Het puttertje) — картина голландського художника Карела Фабріціуса, написана у 1654 році. В даний час картина знаходиться у збірці Мауріцгейса в Гаазі, куди вона потрапила у 1896 році.
Щиголь сидить на своїй годівниці, прикутий своєю ногою. Щиглі були популярними домашніми тваринами, оскільки їх можна було навчити хитрощів, як черпання води з миски за допомогою мініатюрного відра. Це одна з небагатьох робіт Фабріція, яку ми знаємо. Він намалював щигля добре видними мазками. Крило він зобразив густою жовтою фарбою, яку подряпав ручкою кисті. — переклад з джерела [Архівовано 5 квітня 2020 у Wayback Machine.]

## Цікаві факти
Навколо цієї картини розгортається сюжет роману «Щиголь», на основі якого знятий однойменний фільм